# Félix Gaspar
Félix Gaspar de Barros e Almeida (Santo Antônio de Jesus, 15 de janeiro de 1865 — Rio de Janeiro, 10 de maio de 1907) foi um político brasileiro.

## Família e formação
Félix Gaspar de Barros e Almeida nasceu na cidade de Santo Antônio de Jesus, na Bahia, em 15 de janeiro de 1865, filho do político conservador Félix Gaspar de Araujo e Almeida e de Angelina de Barros e Almeida. Em 1882, ingressou na Faculdade de Direito de Recife, onde estudou com Clóvis Beviláqua, Graça Aranha e Raul Pompéia. Formou-se em 1886.

## Carreira Política

### Secretário de Segurança Pública
Antes de ingressar na política, foi promotor público na cidade de Nazaré das Farinhas, em 1886; juiz municipal do termo de Maragogipe e São Felipe, em 1889; juiz de direito das comarcas do Rio São Francisco, em 1891, e de Feira de Santana, em 1892; chefe de polícia, em 1896. Por fim, foi nomeado pelo presidente da Bahia Luiz Viana para a Secretaria de Segurança Pública, cargo que exerceu até 1900.

### Deputado Federal e Ministro da Justiça
Elegeu-se para a 25ª Legislatura da Câmara dos Deputados, de 1900 a 1902, pela Bahia, reelegendo-se para a 26ª Legislatura, de 1903 a 1905. Em 28 de maio 1906, foi nomeado para o Ministério da Justiça e Negócios Interiores pelo então presidente Rodrigues Alves, sucedendo o também baiano José Joaquim Seabra. Permaneceu no cargo até o fim do mandato de seu presidente.
Faleceu na cidade do Rio de Janeiro em 10 de maio de 1907.